# Disjuntor diferencial

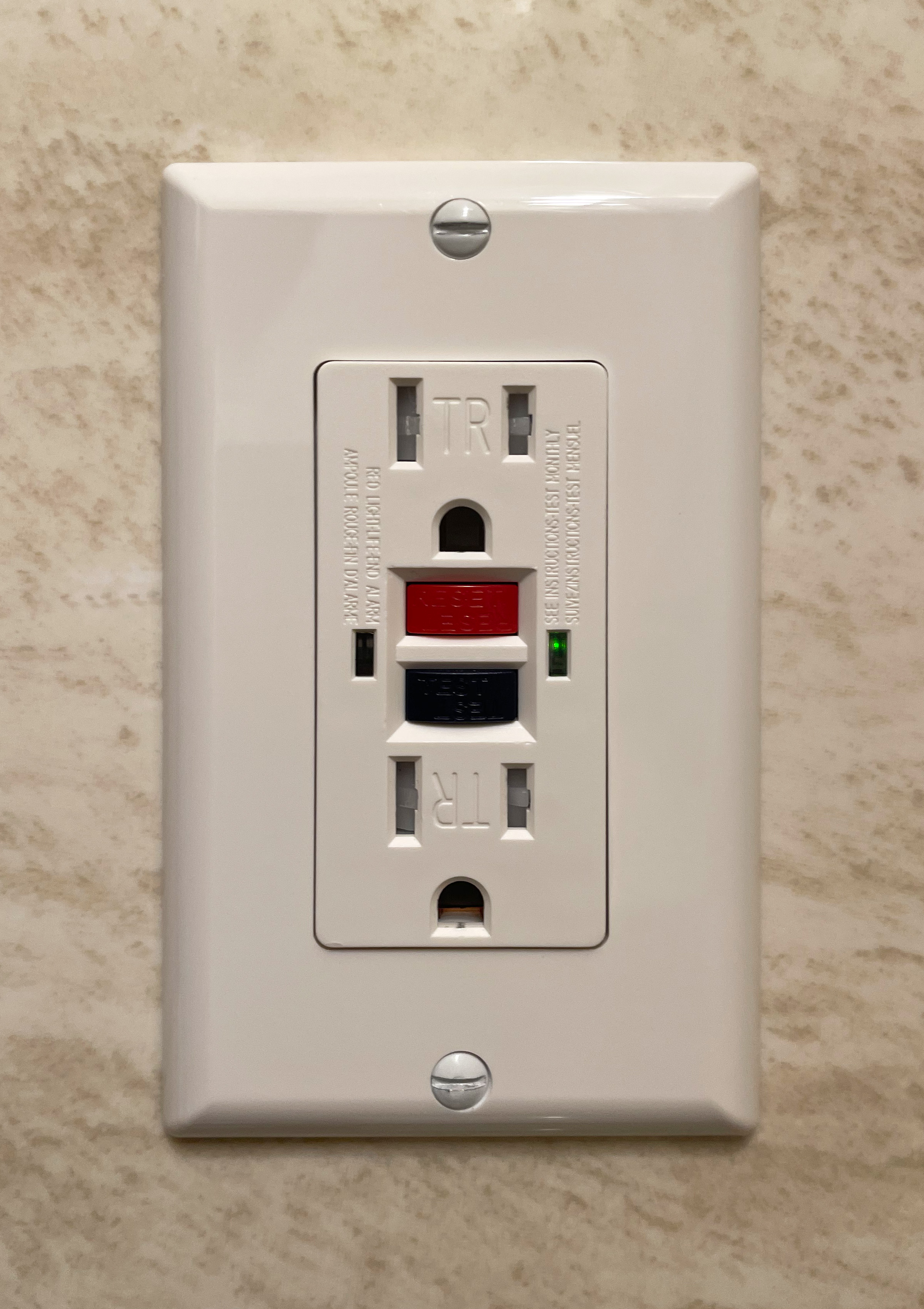

Um disjuntor diferencial, ou disjuntor diferencial residual (DR), é um dispositivo de proteção utilizado em instalações eléctricas, permitindo desligar um circuito sempre que seja detectada uma corrente de fuga superior ao valor nominal. A corrente de fuga é avaliada pela soma algébrica dos valores instantâneos das correntes nos condutores monitorados (corrente diferencial).

## Características básicas
Os Dispositivos DR, Módulos DR ou Disjuntores DR de corrente nominal residual até 30mA, são destinados fundamentalmente à proteção de pessoas, enquanto os de correntes nominais residuais de 100mA, 300mA, 500mA, 1000mA ou ainda superiores a estas, são destinados apenas a proteção patrimonial contra os efeitos causados pelas correntes de fuga à terra, tais como consumo excessivo de energia elétrica ou incêndios.

## Dispositivo DR ou Interruptor DR
É um dispositivo de seccionamento mecânico destinado a provocar a abertura dos próprios contatos quando ocorrer uma corrente de fuga à terra. O circuito protegido por este dispositivo necessita ainda de uma proteção contra sobrecarga e curto circuito que pode ser realizada por disjuntor ou fusível, devidamente coordenado com o Dispositivo DR.

### Disjuntor DR
É um dispositivo de seccionamento mecânico destinado a provocar a abertura dos próprios contatos quando há uma corrente de fuga à terra. É recomendado nos casos onde existe a limitação de espaço.

### Módulo DR
É um dispositivo destinado a ser associado a um disjuntor termomagnético, adicionando a este a proteção diferencial residual, ou seja, esta associação permite a atuação do disjuntor quando ocorrer uma sobrecarga, curto circuito ou corrente de fuga à terra. É recomendado para instalações onde a corrente de curto circuito for elevada.
Recomenda-se a maior atenção quando se trata de instalações elétricas. Um fio descascado, uma tomada ou um interruptor com defeito podem colocar em risco pessoas e bens. São frequentes os problemas associados a mau isolamento em aparelhos ou eletrodomésticos. Superfícies com que se lida cotidianamente e consideradas geralmente seguras, como o registro do chuveiro, o painel de uma máquina de lavar, ou a porta da geladeira, podem tornar-se causas de eletrocussão. O Dispositivo DR atua em quaisquer uma destas situações, sempre que uma fuga de corrente coloque em risco vidas e bens.

## Alguns riscos prevenidos pelos dispositivos DR
- Ocorrência de curto circuitos e perdas de energia aumentando o consumo.
- Ocorrência de sobreaquecimentos com consequentes avarias de equipamentos elétricos e mesmo focos de incêndio;
- Choque elétrico com paralisia total ou parcial dos movimentos durante a ocorrência, podendo essa paralisia desencadear uma cadeia de acontecimentos de maior gravidade: quedas, erros na condução de máquinas, etc.;
- Choque elétrico originando queimaduras que podem ser graves ou mesmo fatais;
- Choque elétrico originando fibrilação cardíaca (graves alterações do ritmo dos batimentos cardíacos podendo levar à morte);
- Choque elétrico originando paragem respiratória com paralisia dos músculos torácicos responsáveis pela respiração, potencialmente fatal na ausência de socorro imediato e urgente;
- Choque elétrico originando parada cardíaca (quando a corrente elétrica externa paralisa o funcionamento do coração), potencialmente fatal na ausência de socorro imediato e urgente.

### Solução simples e de baixo custo
O Dispositivo DR é facilmente instalado diretamente no quadro de distribuição de energia elétrica e seus benefícios são tão importantes que a Norma Brasileira da ABNT - NBR 5410 "Instalações elétricas de baixa tensão", torna a sua instalação obrigatória nos alimentadores de áreas perigosas tais como: cozinhas, banheiros e áreas externas de residencias, prédios públicos, supermercados, shoppings, hotéis e outras instalações públicas e privadas.